# Pierre Ayot
Pour les articles homonymes, voir Ayot.
Pierre Ayot fut un artiste multidisciplinaire qui a utilisé aussi bien la photographie, la sérigraphie, la sculpture, l'installation et la vidéo. Né le 26 juin 1943 à Montréal, il est mort accidentellement le 2 mai 1995.
Il a étudié à l'École des beaux-arts de Montréal de 1959 à 1962 et a eu pour professeur le graveur Albert Dumouchel qui l'a guidé aussi bien dans l'art de vivre que dans la pratique de l'art.
En 1966, il a fondé Graff, un centre de recherche, de production et de diffusion de l'art contemporain à Montréal qu'il a dirigé jusqu'à son décès en 1995.  Parallèlement il a fait carrière comme professeur au Département d'art plastiques de l'Université du Québec à Montréal. 
Des rétrospectives de ses œuvres ont été présentées par le Musée d'art contemporain de Montréal (1980) et par le Musée des beaux-arts de Montréal (2001). En 1993, le Musée national des beaux-arts du Québec a présenté son installation de sculptures sous le titre de «Pierre Ayot et son Museum Circus». 
Les œuvres de Pierre Ayot sont diffusées par la galerie Graff, Montréal.
Le fonds d'archives de Pierre Ayot est conservé au centre d'archives de Montréal de Bibliothèque et Archives nationales du Québec. 
Deux prix ont été institués à sa mémoire:
- Le Prix Graff (décerné par Graff annuellement à un artiste à mi-carrière)
- Le Prix Pierre-Ayot (décerné annuellement par la Ville de Montréal à un jeune artiste)

## Œuvres et art public

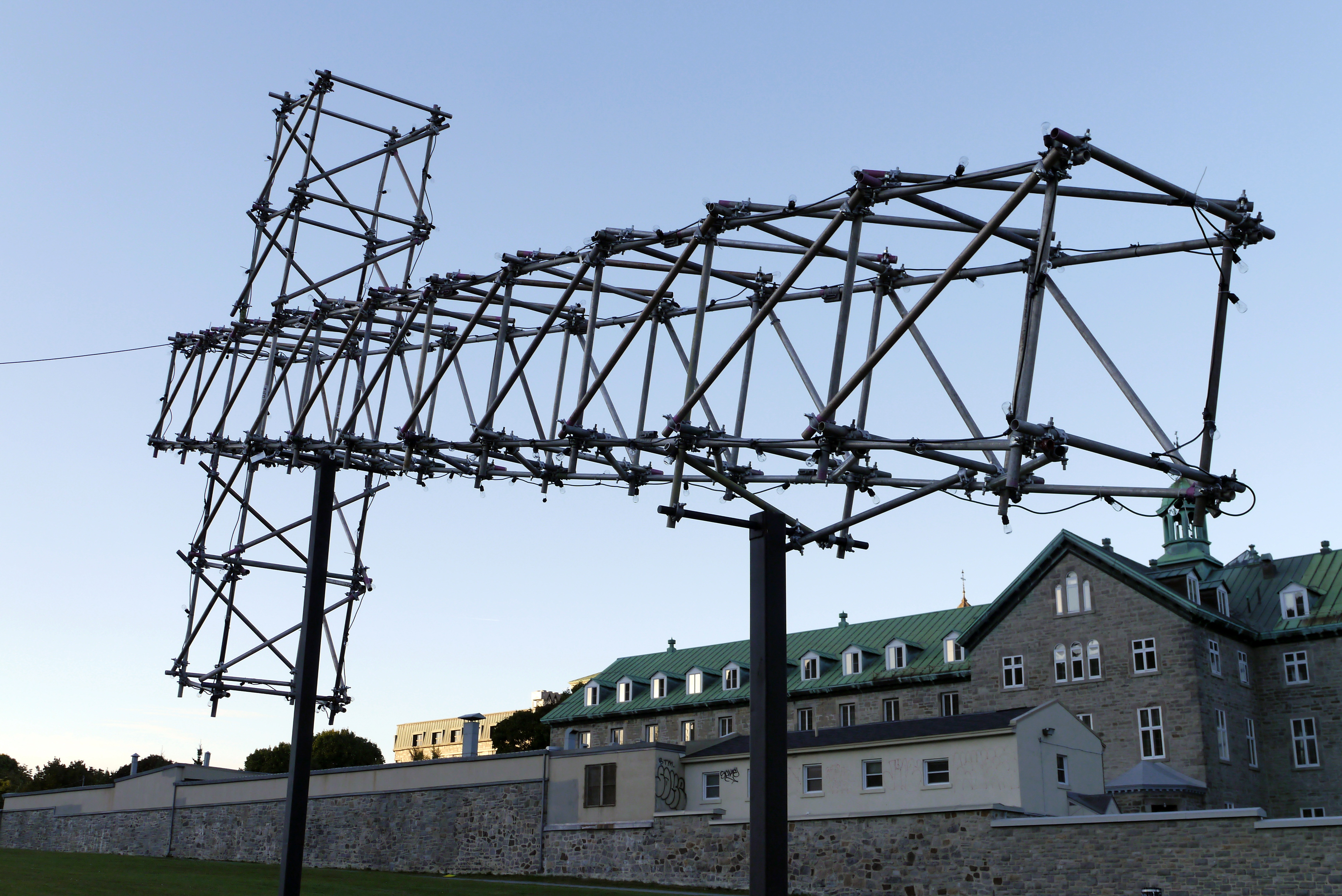
La croix du Mont-Royal, réplique, 2016, Parc Jeanne-Mance, Montréal

La Croix du Mont-Royal, 1976 (projet Corridart, Campus de l'Université McGill, rue Sherbrooke, Montréal, détruite à la veille de l'inauguration des Jeux olympiques)
La Croix du Mont-Royal, 2016 (Recréation de l'oeuvre, avenue du Parc/avenue des Pins, Montréal)

## Musées et collections publiques
- Art Gallery of Alberta
- Collection d'œuvres d'art, Université de Montréal
- Galerie de l'UQAM
- Mendel Art Gallery
- Musée d'art contemporain de Montréal[7]
- Musée d'art de Joliette
- Musée de la civilisation, don de l'Institut Canadien[8]
- Musée des beaux-arts de Montréal
- Musée des Beaux-arts de Sherbrooke
- Musée des beaux-arts du Canada[9]
- Musée national des beaux-arts du Québec[10]
- Simon Fraser Gallery
- Vancouver Art Gallery
- The Winnipeg Art Gallery

## Distinctions
- 1989 - Prix Louis-Philippe-Hébert